# この生命誰のもの
『この生命誰のもの』（このいのちだれのもの、原題：Whose Life Is It Anyway?）は、1981年製作のアメリカ合衆国の映画。
ブライアン・クラーク作の同名舞台劇の映画化。交通事故で四肢の機能を失った若い彫刻家が、“死ぬ権利”を求めて裁判を起こし闘う姿を描く。ジョン・バダム監督、リチャード・ドレイファス、ジョン・カサヴェテスらが出演。

## あらすじ
若き新進彫刻家ケン・ハリソンは公私ともに絶頂期にあったが、ある日交通事故に遭う。一命はとりとめたものの、首から下の身体の感覚が麻痺し、一生植物人間として生きていく他はなくなってしまった。
仕事はおろか、日常生活も一人では行えなくなった彼は「自分の人生は終わった。自分はもうすでに死んでいるに等しい」と主張、一切の治療を拒否して安楽死を求める。しかし、主治医のエマーソンを始めとする医師たちは「生かす事が自分たちの仕事である」として、これを拒否。ケンは“死ぬ権利”を求めて、裁判を起こす事を決意する。

## キャスト
※括弧内は日本語吹替（初回放送1989年4月13日 TBS『木曜シネマパラダイス』）
- ケン・ハリソン：リチャード・ドレイファス（田中信夫）
- マイケル・エマーソン医師：ジョン・カサヴェテス（筈見純）
- クレア・スコット医師：クリスティーン・ラーティ（榊原良子）
- カーター・ヒル：ボブ・バラバン（仲木隆司）
- パット：ジャネット・アイルバー（小宮和枝）
- メアリー：カーキー・ハンター（岡本麻弥）
- ジョン：トーマス・カーター（谷口節）
- ロドリゲス：アルバ・オムス（峰あつ子）
- ワイラー判事：ケネス・マクミラン（藤本譲）
- ミセス・ボイル：キャスリン・グロディ
- インターン生：ジェフリー・コムズ（中田和宏）

## スタッフ
- 監督：ジョン・バダム
- 製作：ローレンス・P・バックマン
- 製作総指揮：マーティン・C・シュット
- 原作：ブライアン・クラーク
- 脚本：ブライアン・クラーク、レジナルド・ローズ
- 撮影：マリオ・トッシ
- 音楽：アーサー・B・ルビンスタイン

日本語版
- 演出：岡本知
- 翻訳：矢田尚
- 調整：高橋久義
- 効果：PAG
- 担当：吉田啓介
- プロデューサー：野村清
- 制作：グロービジョン